# Arhitectură romană

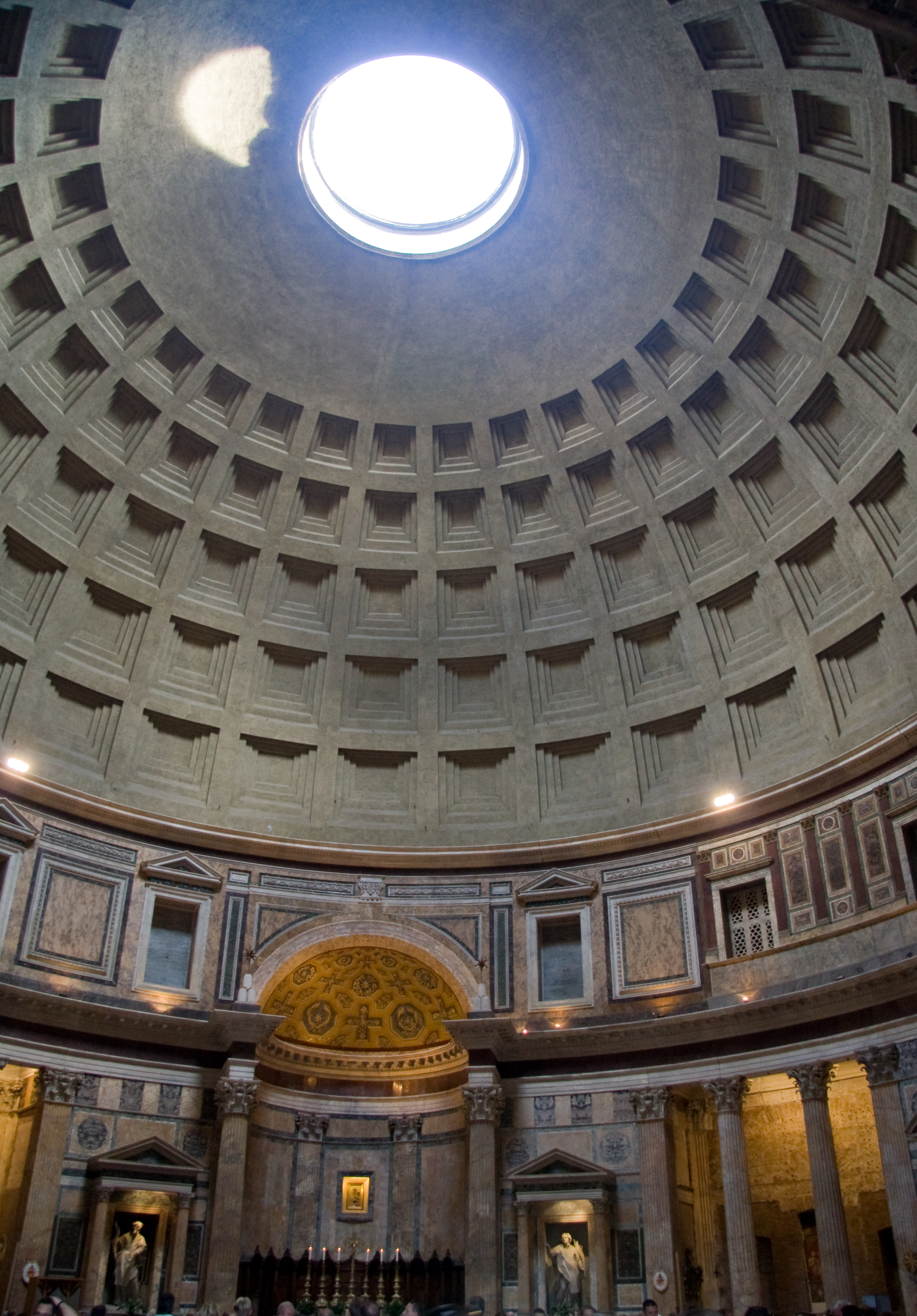
Arhitectura Panteonului din Roma ilustrează amestecul de clasicism moștenit din Grecia și adăugarea de noi tehnici de construcție tipic romane, cum ar fi cupola, bolta și arcul.

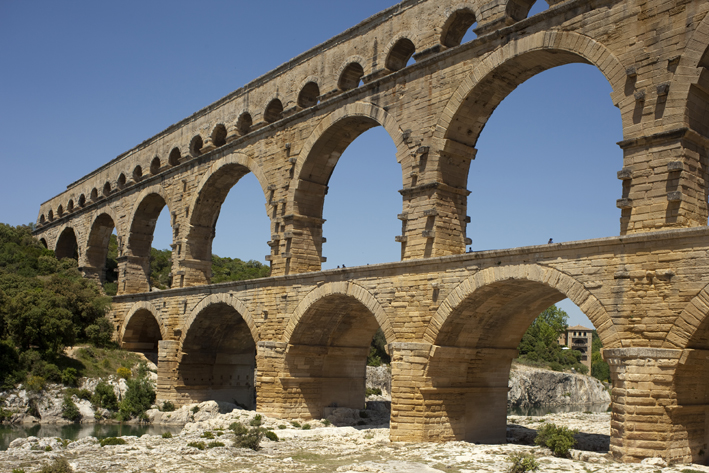
Pont du Gard, apeduct care alimenta orașul roman Nemausus (Nîmes): arhitectura romană monumentală în serviciul sănătății publice.

Arhitectura romană este arta de a proiecta spații și de a construi edificii care s-a dezvoltat în perioada Romei Antice, din secolul al V-lea î.Hr. până în secolul al IV-lea d.Hr. Aceasta a adoptat anumite aspecte ale arhitecturii grecești antice, atât direct, cât și indirect, prin contactele cu Magna Graecia și prin utilizarea tehnicilor arhitecturale etrusce, care la rândul lor își aveau originile în arhitectura greacă. Estetismul clădirilor grecești se regăsește în monumentele romane, utilizarea ordinelor arhitecturale (inclusiv a ordinului corintic, care este cel mai răspândit) și a marmurei îmbinându-se cu tehnici moștenite de la etrusci, cum ar fi expertiza lor în domeniul ingineriei hidraulice (sisteme de canalizare, fântâni, tuneluri și poduri).
Densitatea mare a populației orașelor romane și problemele de sănătate publică i-au împins pe romani să exploreze noi metode de construcție și să creeze o arhitectură originală care s-a desprins de influențele elenistice. Folosirea bolții și a arcelor, combinată cu apariția noilor materiale de construcție, a permis romanilor să creeze edificii impunătoare și unice de uz public: apeducte, mari complexe termale, bazilici sau amfiteatre. Potrivit arhitecților romani, clădirile publice trebuiau să fie impresionante pentru a capta imaginația oamenilor, dar trebuiau să fie și practice și adaptate funcțiilor lor. Aceste noi tipuri de clădiri au fost construite la dimensiuni impresionante la Roma și reproduse la scară mai mică în orașele Imperiului.
Odată cu expansiunea Romei, modelul arhitectural a început să fie răspândit în teritoriile cucerite. Procesul a fost marcat de "cucerirea" spațiului public de către modelul panopliei romane, ajungându-se ca modelele romane să fie percepute drept principala modalitate de proiecție a urbanitas, a spiritului de apartenență la lumea urbei. Practic răspândirea arhitecturii romane în teritoriile cucerite ar putea fi asemănată cu o colonizare a percepției popoarelor cucerite privitoare la frumos și la ce însemna să faci parte dintr-o comunitate.

## Arhitecții antici

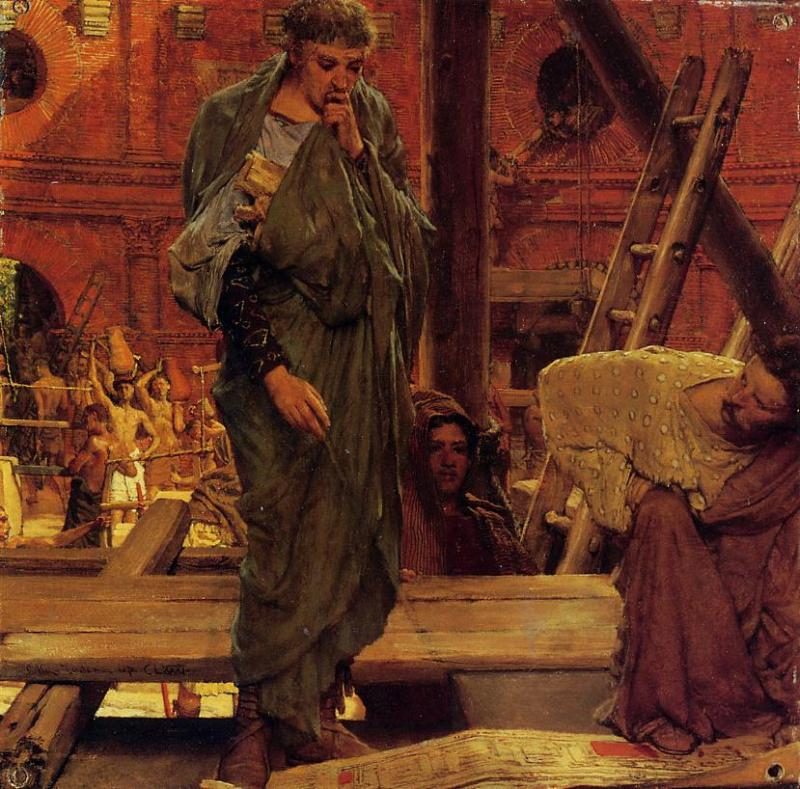
Un arhitect roman pe un tablou de Lawrence Alma-Tadema, 1877.

### Statut social
În ciuda faptului că profesia de arhitect este respectată și considerată onorabilă, cei mai mari arhitecți având o influență semnificativă asupra împăraților înșiși cu care uneori întrețineau relații de încredere, doar câteva nume de arhitecți lucrând pentru contul Romei, în esență cei la originea celor mai mari monumente ale Romei și ale lumii romane, au ajuns la noi. De cele mai multe ori, identitatea arhitectului unei clădiri este necunoscută în favoarea celei a sponsorului al cărui nume poate fi chiar gravat cu litere mari pe antablamentul monumentului. Această lipsă de cunoaștere provine dintr-o situație socială în general umilă, arhitecții romani fiind cu siguranță adesea sclavi sau liberți. Pentru secolele I și al II-lea, arhitecții sunt, în cea mai mare parte, liberți imperiali, iar potrivit însuși împăratului Traian, sunt de origine greacă. În această epocă, sarcinile care permit obținerea dreptului de practică sunt controlate de stat.

### Formarea și competențele
„Arhitectura este o știință care cuprinde o mare varietate de studii și cunoștințe; ea cunoaște și judecă toate producțiile celorlalte arte. Ea este rodul practicii și al teoriei. Practica este concepția propriu-zisă, continuată și prelucrată prin exercițiu, care se realizează prin acțiunea de a da materialului destinat unei lucrări date forma prezentată de un desen. Teoria, pe de altă parte, constă în demonstrarea și explicarea corectitudinii și adecvării proporțiilor obiectelor lucrate.”—Vitruviu, De architectura, I, 1, 1
Formarea profesională a arhitecților romani cuprindea o gamă largă de domenii și părea a fi deosebit de riguroasă. Arhitecții nu erau pregătiți doar pentru a întocmi planurile tehnice ale clădirilor și pentru a supraveghea lucrările de construcție, ci și pentru a se ocupa de geometrie, de inginerie hidraulică, de reprezentarea proiectelor lor cu desene mai avansate, care țineau cont de perspectivă și de jocul de lumină, precum și de gestionarea finanțelor în timpul lucrărilor. Arhitecții romani foloseau o serie de instrumente pentru a întocmi planurile clădirilor lor, similare cu cele folosite de arhitecții moderni, cum ar fi riglele gradate în multipli de picioare romane și firele cu plumb.
Arhitecții care supervizau marile proiecte de dezvoltare urbană comandate de împărați aveau sub comanda lor o echipă numeroasă, formată din numeroși asistenți specializați (ingineri, arhitecți, secretari administrativi, scribi), meșteri (pentru efectuarea măsurătorilor, confecționarea și montarea conductelor) și personal mai puțin calificat (responsabil cu manipularea, curățenia și siguranța).
„Din moment ce arhitectura trebuie să fie împodobită și îmbogățită de atâtea și atât de multe cunoștințe, nu cred că un om se poate numi în mod rezonabil arhitect în primul rând. Această calitate este dobândită numai de cei care, după ce au urcat din copilărie prin toate gradele științelor și după ce s-au hrănit din belșug cu studiul artelor frumoase, ajung în cele din urmă la perfecțiunea supremă a arhitecturii.”—Vitruviu, De architectura, I, 1, 11

### Arhitecții și operele celebre

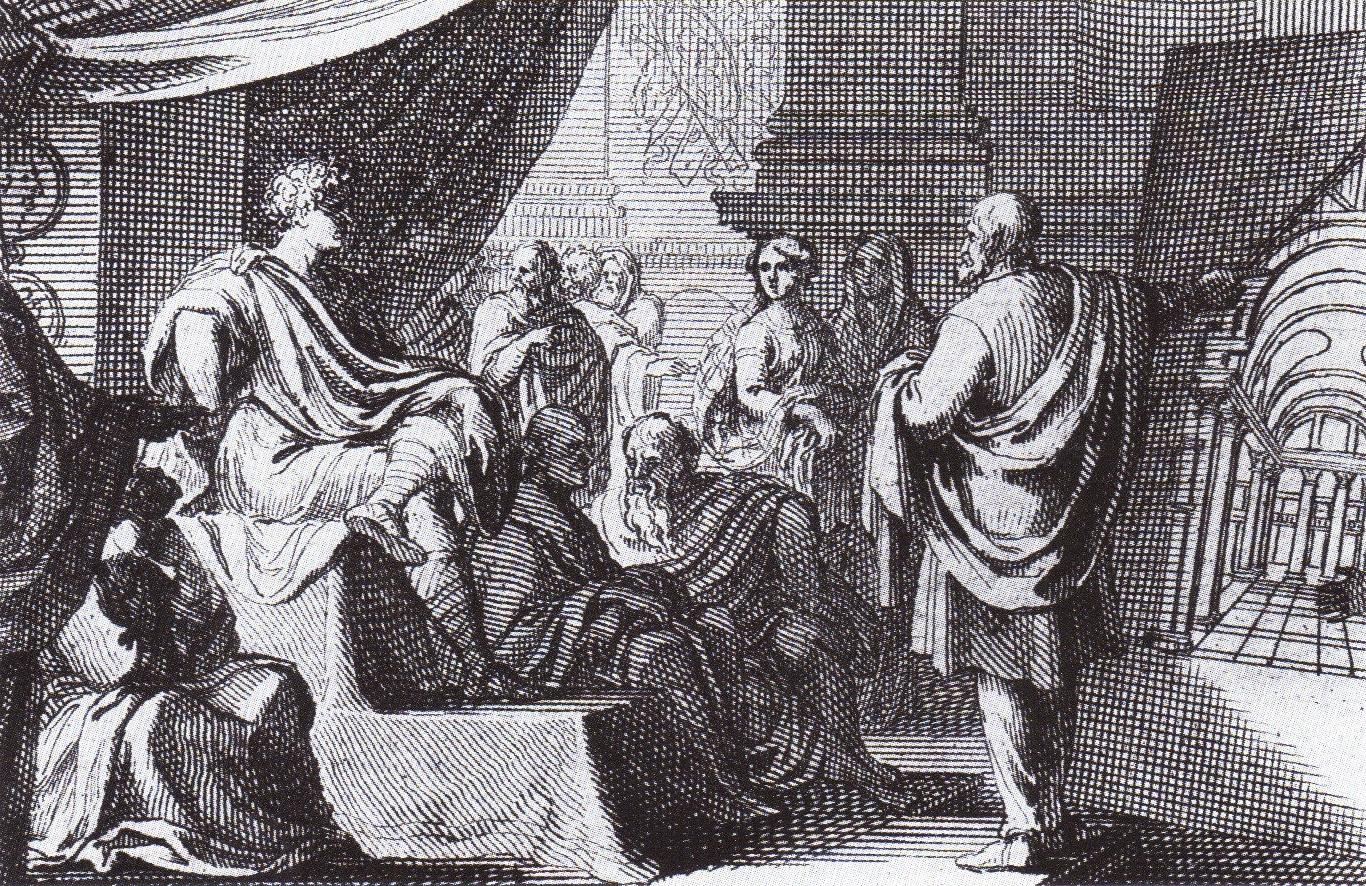
Vitruviu își prezintă lucrarea De Architectura lui Augustus.

Printre marii arhitecți ale căror nume au ajuns până la noi, unii provin de fapt din lumea greacă, cum ar fi Hermodorus din Salamina, căruia romanii îi datorează începutul monumentalizării Câmpului lui Marte și utilizarea marmurei la mijlocul secolului al II-lea î.Hr. sau 
Apolodor din Damasc, arhitectul oficial al lui Traian, care a fost responsabil pentru Podul lui Traian, Forul lui Traian și marile terme de pe Oppius. Câțiva arhitecți de origine romană ne sunt și ei cunoscuți, mulțumită scrierilor lor sau mulțumită menționărilor lor de către autori antici ca Vitruviu, arhitect din secolul I î.Hr. și autor al unui mare tratat de arhitectură, Severus și Celer, arhitecți ai Domus Aurea și ai Colosseumului, Rabirius, arhitect atras de Domițian și conceptor al Palatului Imperial din Roma, Frontinus, curator al apelor de la sfârșitul secolului I și autor al unui tratat despre aprovizionarea cu apă a Romei, Gaius Iulius Lacer, arhitect al Podului de la Alcántara sau încă Hyginus Gromaticus și „Pseudo-Hyginus”.
Printre lucrările teoreticienilor romani ai artei construcției, câteva au trecut în posteritate:
- De architectura de Vitruviu, un tratat major de arhitectură;
- De aquaeductibus urbis Romae de Frontinus, un tratat detaliat despre apeductele din Roma;
- De limitibus constituendis de Hyginus Gromaticus, un tratat despre legea de demarcație în legătură cu operațiunea de centuriație;
- De munitionibus castrorum de „Pseudo-Hyginus”, un tratat militar despre organizarea taberelor romane.

## Arhitectura italică arhaică

### Arhitectura domestică și rurală
Spre sfârșitul Epocii Bronzului, între anii 1150 î.Hr. și 950 î.Hr., oamenii din cultura Apeninilor s-au organizat în mici sate alcătuite din colibe dreptunghiulare sau ovale construite din materiale efemere precum lemnul, chirpiciul și paiele, cu o podea din pământ bătut. Unele dintre aceste colibe au o lungime de 15 până la 17 metri și o lățime de 8 până la 9 metri și este posibil să fi fost rezervate unei elite cu un statut social ridicat. Aceste colibe au continuat să fie construite și în Epoca Fierului, după cum o dovedesc descoperirile arheologice, în special cele de pe Muntele Palatin. Cea cunoscută sub numele de tugurium Romuli a rămas faimoasă în întreaga Antichitate, deoarece această colibă, despre care se crede că ar fi fost reședința primului rege legendar al Romei, a fost întreținută de romani pe Palatin încă din secolul I î.Hr.. Folosirea chirpiciului, amestec de pământ umed, paie sau nisip, menținut între zăbrele de lați de lemn, prefigurează apariția unui dispozitiv de construcție, opus craticium, care a continuat să fie utilizat până în secolul I, pentru clădiri ieftine, cum ar fi unele insulae.

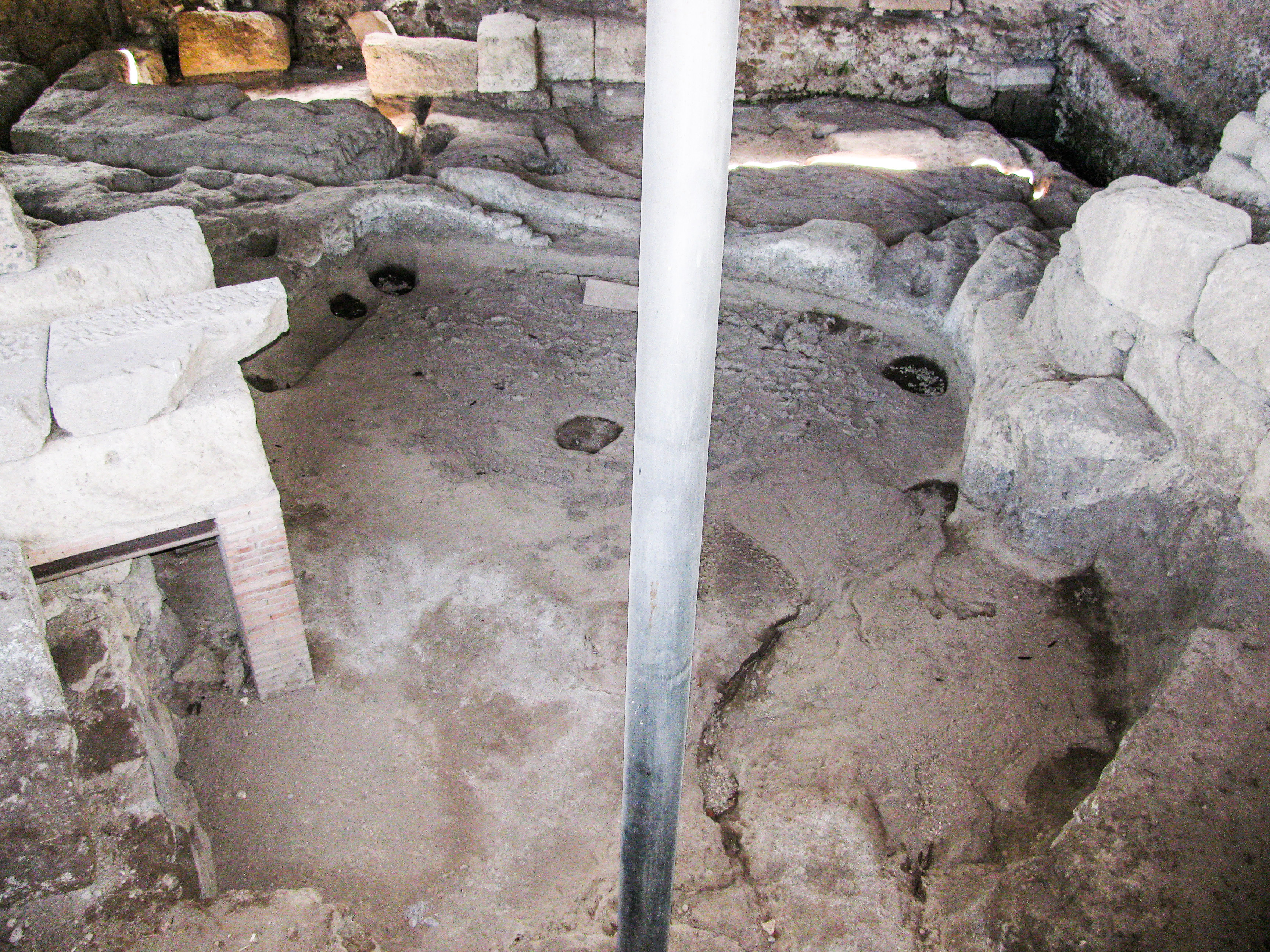
Fundații ale mai multor colibe datând din secolul al VII-lea î.Hr. pe Germal, în vârful Palatinului.
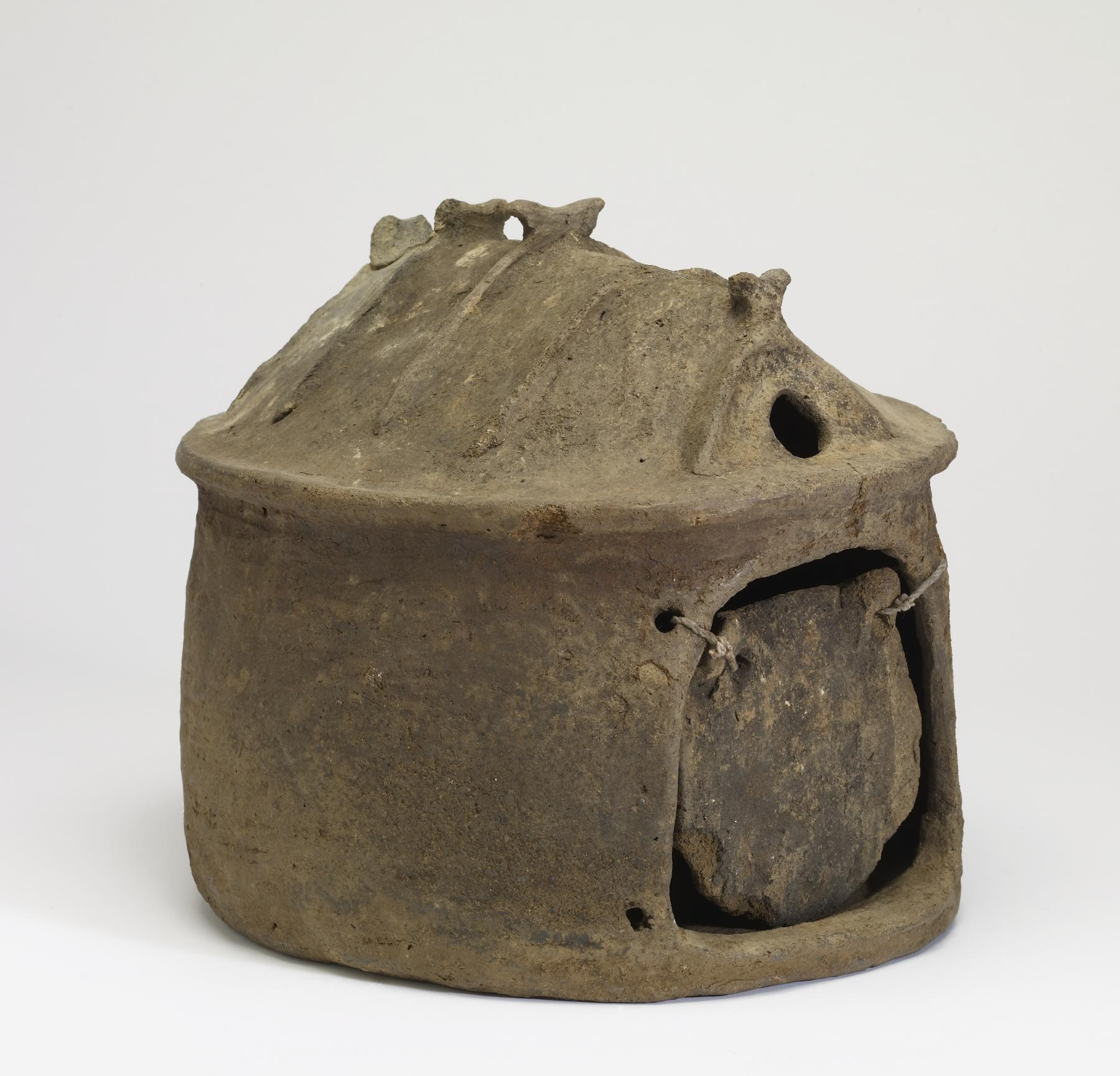
Urnă cinerară care imită forma unei cabane.
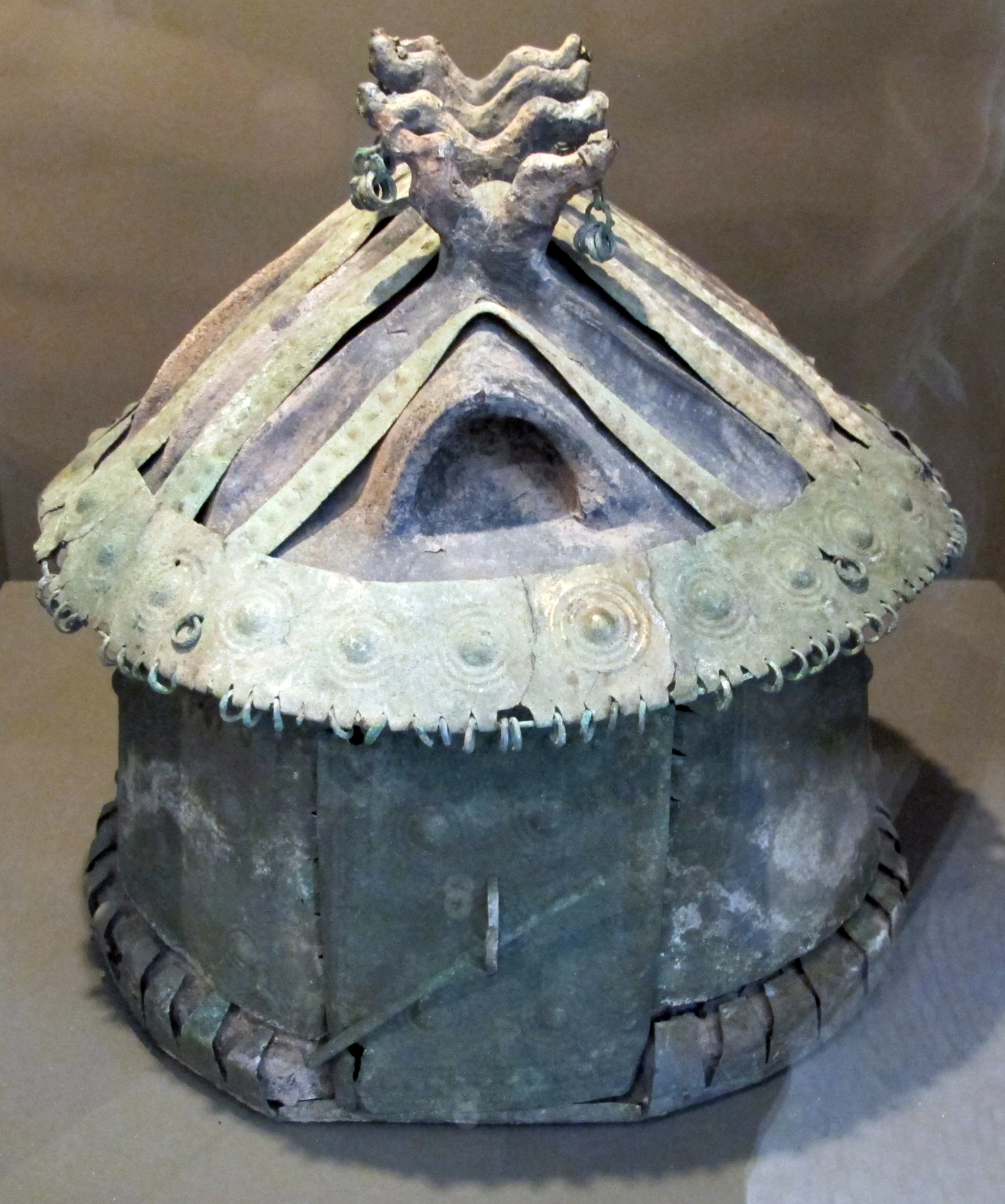
Urnă cinerară etruscă care imită forma unei colibe.

Primele centre urbane au apărut în Etruria și Latium în secolele al VII-lea î.Hr. și al VI-lea î.Hr., ceea ce a dus la o diferențiere între arhitectura urbană și cea rurală. Dezvoltarea schimburilor cu culturile grecești și punice introduce în Italia centrală noi tehnici și noi materiale, de care a profitat, ocupând primele orașe, elita italică. Coliba tradițională a rămas foarte utilizată până în secolul al VII-lea î.Hr., însă, puțin câte puțin, au apărut case mai elaborate, care cuprindeau mai multe încăperi, cu un paviment din piatră, aranjate potrivit unui plan dreptunghiular. Au fost introduse o serie de trăsături arhitecturale tipice clădirilor rezidențiale romane de mai târziu, cum ar fi atriumul, care ar fi putut fi inspirat din lumea greacă, dar ale cărui forme caracteristice pot fi observate în locuințele de la mijlocul secolului al VI-lea î.Hr. Acoperișurile din țiglă de teracotă înlocuiesc treptat acoperișurile de paie, iar stâlpii de lemn ai clădirilor domestice și religioase încep să fie ascunși în spatele plăcilor de teracotă.

### Primele edificii civice, sacre și militare

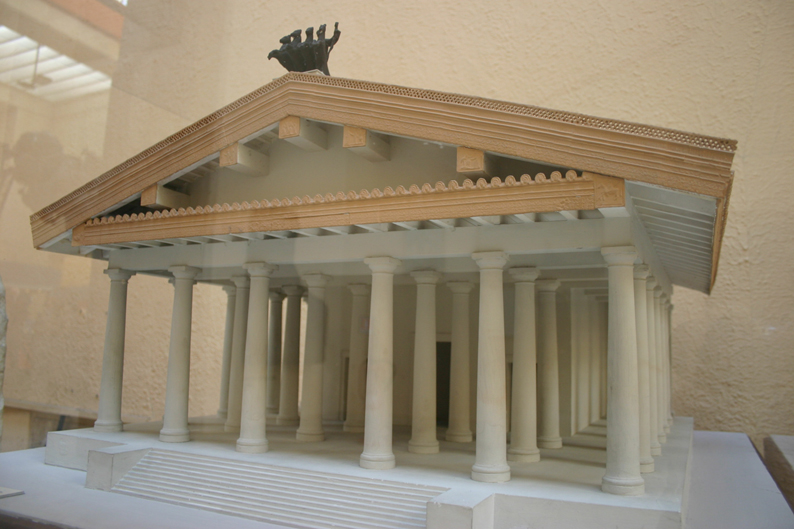
Reconstituire a Templului lui Iupiter Capitolinul arhaic.

Dezvoltarea marilor centre urbane duce la apariția unor noi nevoi față de organizarea anterioară în sate independente. Astfel au început primele amenajări de amploare precum uscarea și drenarea apei din valea Forumului, pentru construirea de clădiri civice destinate să găzduiască adunările cetățenești asigurând sustenabilitatea și dezvoltarea orașului arhaic. La Roma au apărut două structuri specifice, Curia și Comitium. Deși celelalte orașe italice împărtășesc importanța adunărilor cetățenești, nu este sigur că toate au urmat aceeași evoluție, iar dualitatea curia-comitium este poate specifică Romei.
În același timp, se dezvoltă o arhitectură sacră care deosebește spațiul sacru, templum, de clădirea care eventual ocupă acest spațiu, aedes. Arhitectura religioasă a căpătat o importanță deosebită odată cu apariția primelor sanctuare monumentale precum cel din zona Sant'Omobono, evoluție care a fost confirmată din secolul al VI-lea î.Hr. cu construirea Templului lui Iupiter Capitolinul. Această evoluție bruscă în construcția templelor rezultă probabil din competiția dintre orașele învecinate care caută să obțină o formă de supremație în domeniul religios.
De asemenea, între secolele al VIII-lea și al VI-lea î.Hr. apar primele structuri militare defensive. La fel ca arhitectura civică, arhitectura militară răspunde unei necesități care a apărut odată cu extinderea centrelor urbane. Primele situri ocupate din Italia au fost în general alese pentru topografia accidentată, ușor de apărat, iar construirea unor lucrări suplimentare de apărare nu a fost o prioritate. Sistemul de apărare agger și fossa s-a dezvoltat abia mai târziu, în timp ce zonele de habitat s-au extins în zonele înconjurătoare și au depășit sectoarele protejate natural. La Roma, zidul servian este emblematic pentru această nouă necesitate, dar există ziduri de apărare mai timpurii, așa cum demonstrează rămășițele unui „agger” de pe versanții Esquillinului.

## Materialele de construcție

### Rocile vulcanice
Începând din secolul al VI-lea î.Hr., majoritatea clădirilor romane au fost construite cu blocuri de piatră, permițând o mai bună durabilitate a clădirilor. Până la sfârșitul secolului al II-lea î.Hr., romanii se serveau îndeosebi de tuf, o rocă vulcanică locală cu numeroase varietăți a cărei exploatare corespunde diferitelor faze arhitecturale. Primul tip de tuf utilizat, între secolele al VII-lea î.Hr. și al V-lea î.Hr., este cappellaccio, un tuf de culoare cenușie de calitate mediocră întrucât nu este foarte solid și friabil. Această piatră era extrasă din chiar colinele Romei (Palatin, Capitoliu și Quirinal) pentru marile lucrări de la sfârșitul monarhiei. După capturarea Veii și a teritoriului acestuia, la începutul secolului al IV-lea î.Hr., romanii au exploatat tufurile gălbui de la Fidenae și Grotta Oscura până la sfârșitul secolului al II-lea î.Hr., când extragerea lor a intrat în declin, în fața altor soiuri, care ofereau proprietăți mai bune.

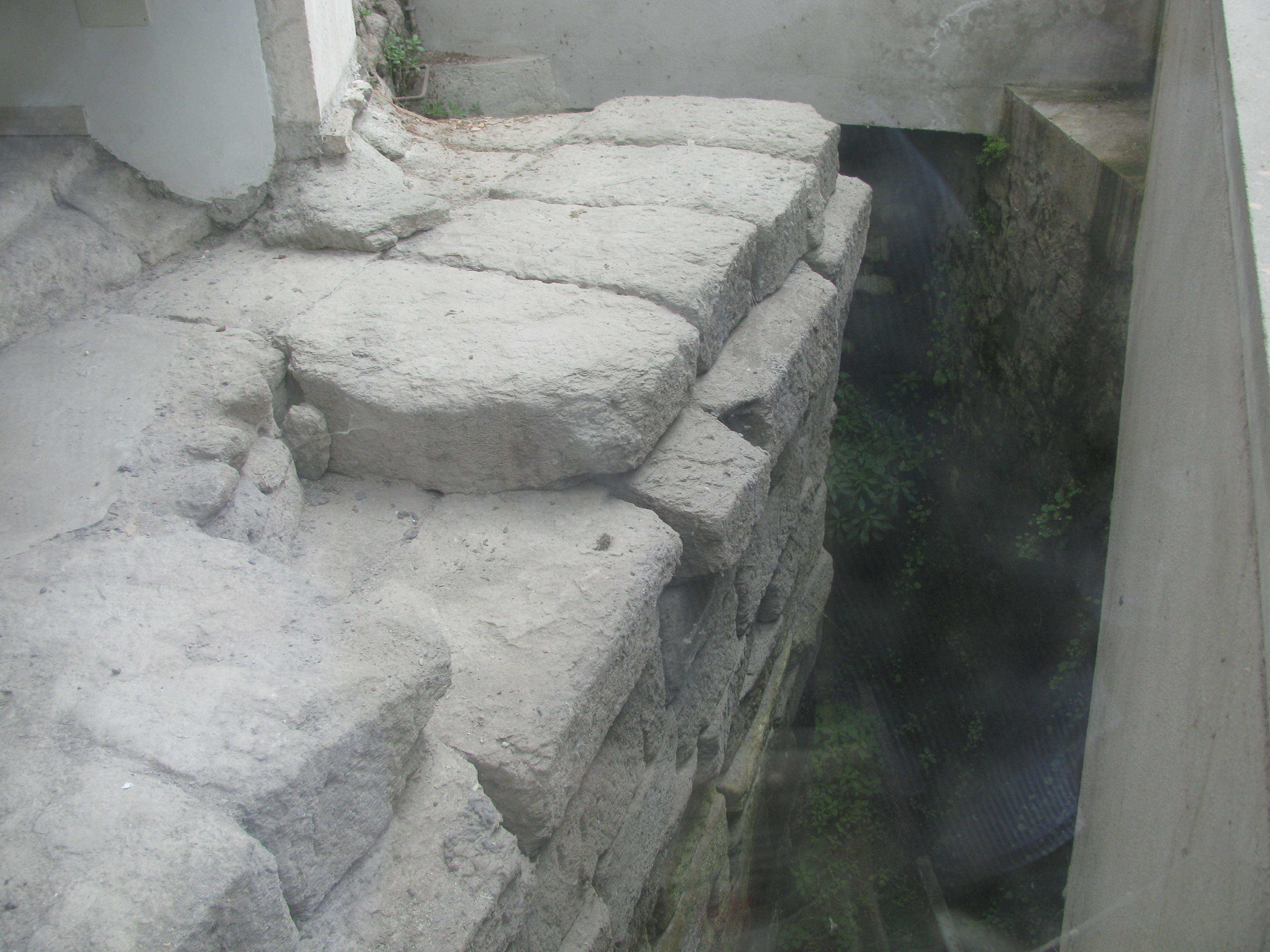
Subsol al Templului lui Iupiter Capitolinul din cappellaccio.
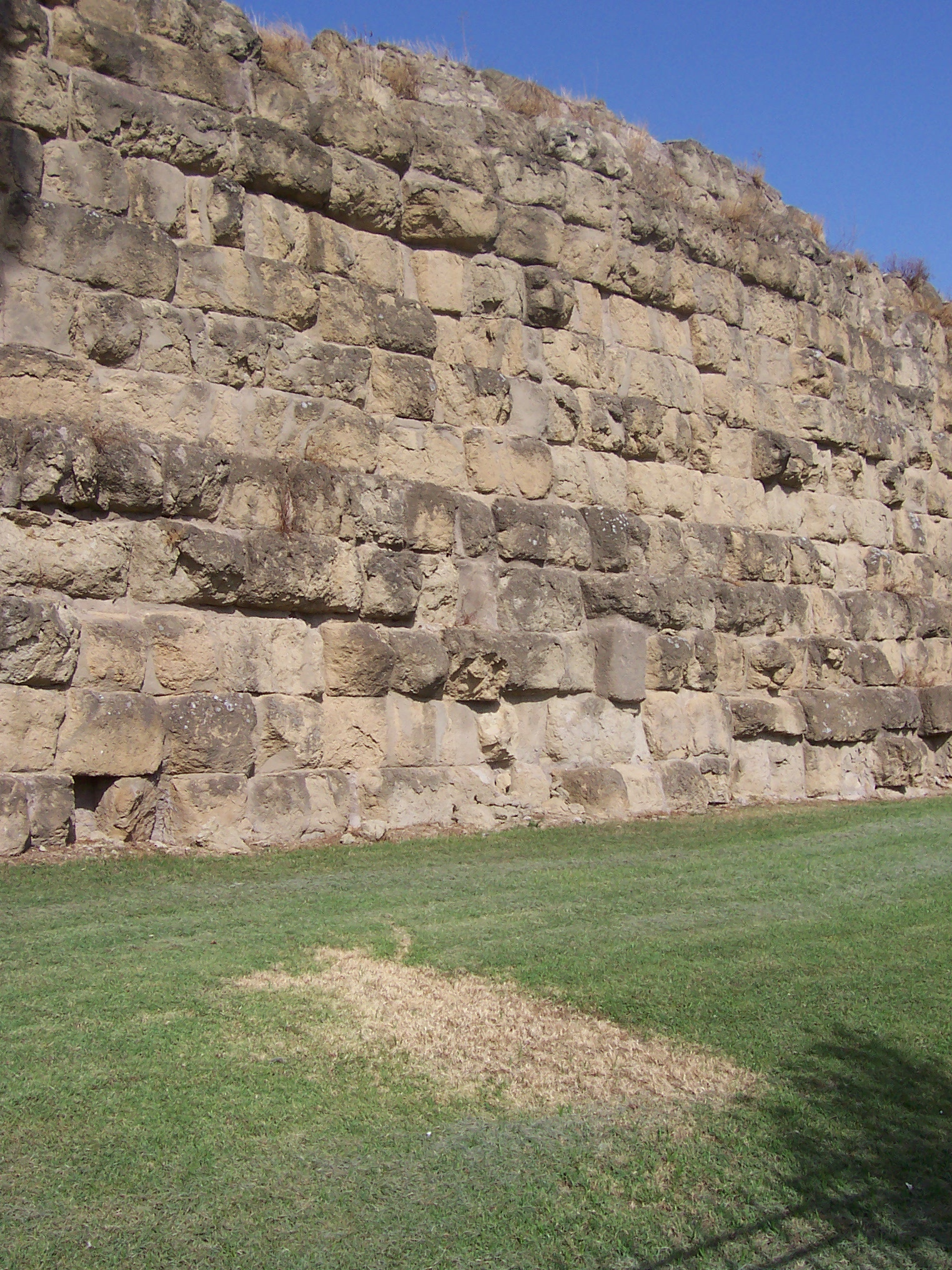
Secțiune a Zidului Servian din tuf de la Grotta Oscura.

Din secolul al II-lea î.Hr., vechile varietăți de tuf au fost înlocuite de noi varietăți a căror exploatare a continuat până în vremurile moderne, precum tuful de Monteverde, de culoare brună tinzând spre gri pătat cu incluziuni albe, negre și roșii, tuful de Anio, de culoare brun-roșcat, exploatat în principal între a doua jumătate a secolului al II-lea î.Hr. și secolul I, și tuful peperin, numit Lapis Albanus deoarece era extras din Munții Albani, de culoare cenușie-albastră. Acest ultimă varietate era deja folosită din secolul al IV-lea î.Hr. de către sculptori, dar a fost introdusă în arhitectură abia în secolul al II-lea î.Hr.
De asemenea, romanii extrăgeau din curgerile de lavă antice, din vulcanii din Munții Albani sau din vulcanul Sabatini, care a dat naștere Lacului Bracciano, o piatră întunecată, bazaltul, care este tăiată în blocuri poligonale, de mari dimensiuni, și care era folosit pentru pavarea străzilor și drumurilor principale ale orașelor din Latium.

### Cărămida romană
Romanii fabricau cărămizi din lut decantat și curățat în apă, la care se adăuga nisip, utilizând un procedeu asemănător cu cel folosit pentru ceramică. Argila era apoi turnată în matrițe de lemn, iar cărămizile rezultate se uscau timp de câteva zile la umbră. Odată uscate, cărămizile sunt introduse într-un cuptor, unde temperatura poate ajunge la 1.000°C. Cărămizile romane sunt mai subțiri decât cărămizile moderne și pot lua o mare varietate de forme: pătrate, dreptunghiulare, triunghiulare sau circulare. Romanii au început să folosească cărămida spre sfârșitul Republicii și au perfecționat tehnica de fabricare a cărămizilor în primul secol d.Hr. Cărămida a fost folosită fără discriminare în construcția de clădiri publice și private. Primele clădiri construite în întregime din cărămidă au apărut în timpul domniei lui Claudius, pe la mijlocul secolului I.
Legiunile romane, care dispuneau de cuptoare mobile, au introdus tehnica de fabricare a cărămizilor romane în toate provinciile imperiului. Cărămizile romane dezgropate în provincii poartă adesea marca legiunii care a supravegheat producția lor. Această ștampilare sistematică este caracteristică producției romane de cărămizi. Ea pare să fi fost o necesitate pentru producători, pentru a recunoaște cărămizile pe care le produceau pe o piață înfloritoare, cu numeroși intermediari. De-a lungul primului secol și mai rar după aceea, pe lângă numele producătorului, cărămizile sunt datate cu numele consulilor eponimi, ceea ce le permite arheologilor să dateze cu relativă precizie structurile care conțin cărămizi..

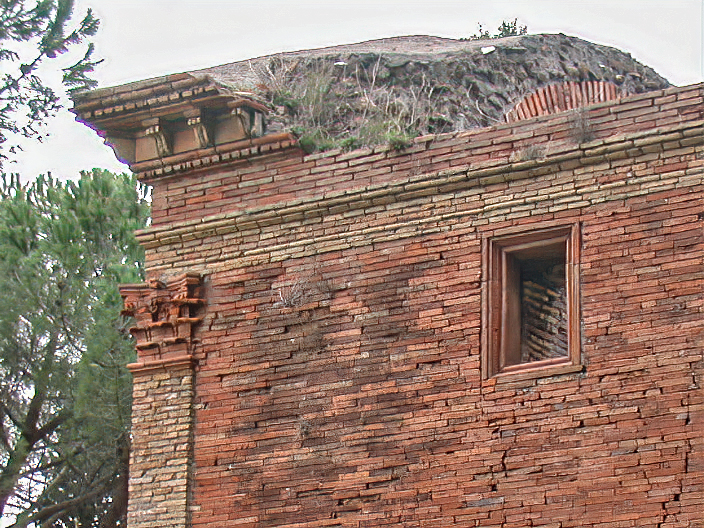
Mormântului lui Irod Atticus de pe Via Appia Antica în opus latericium.
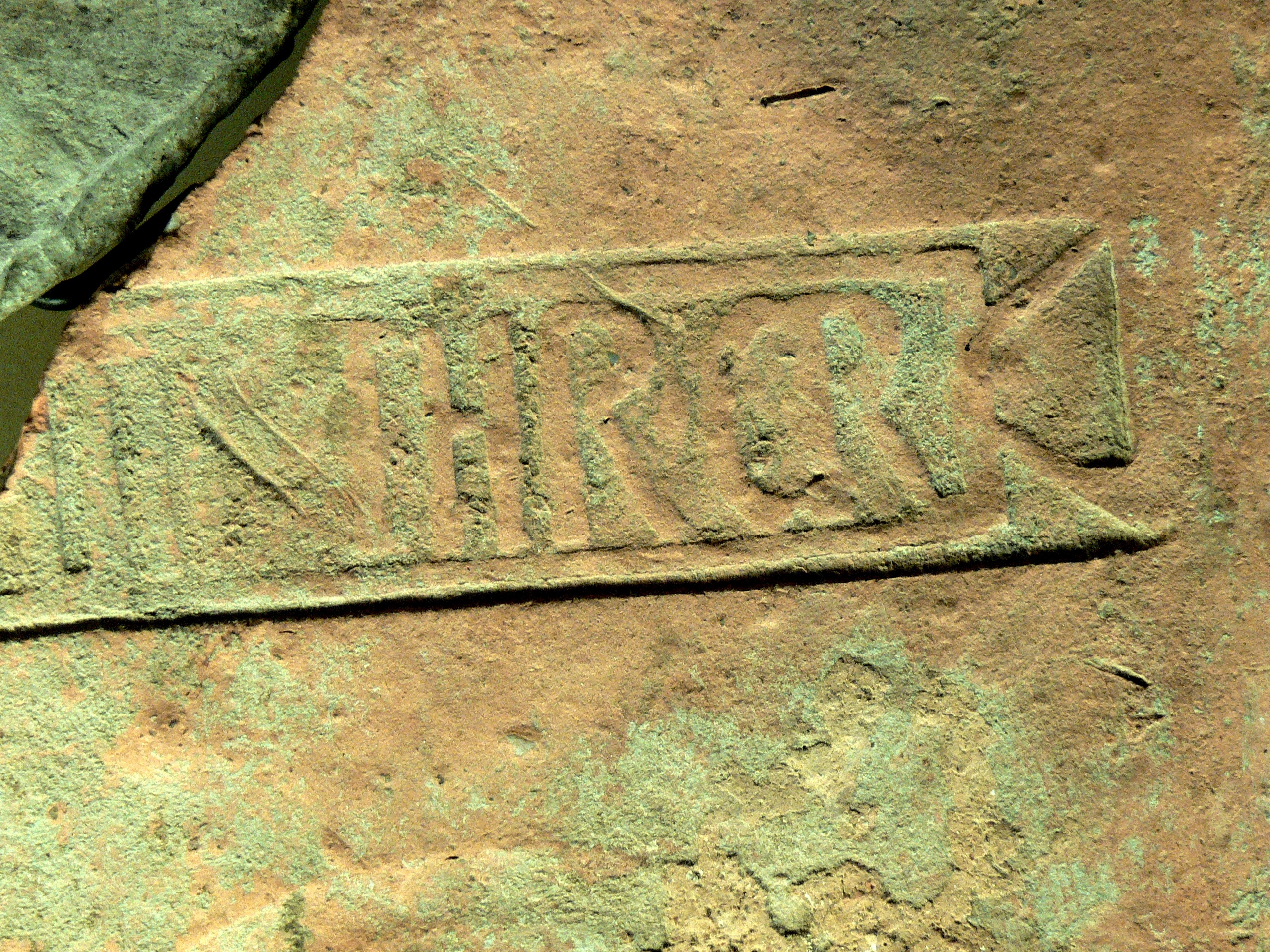
Marcaj pe o cărămidă a unui hipocaust.
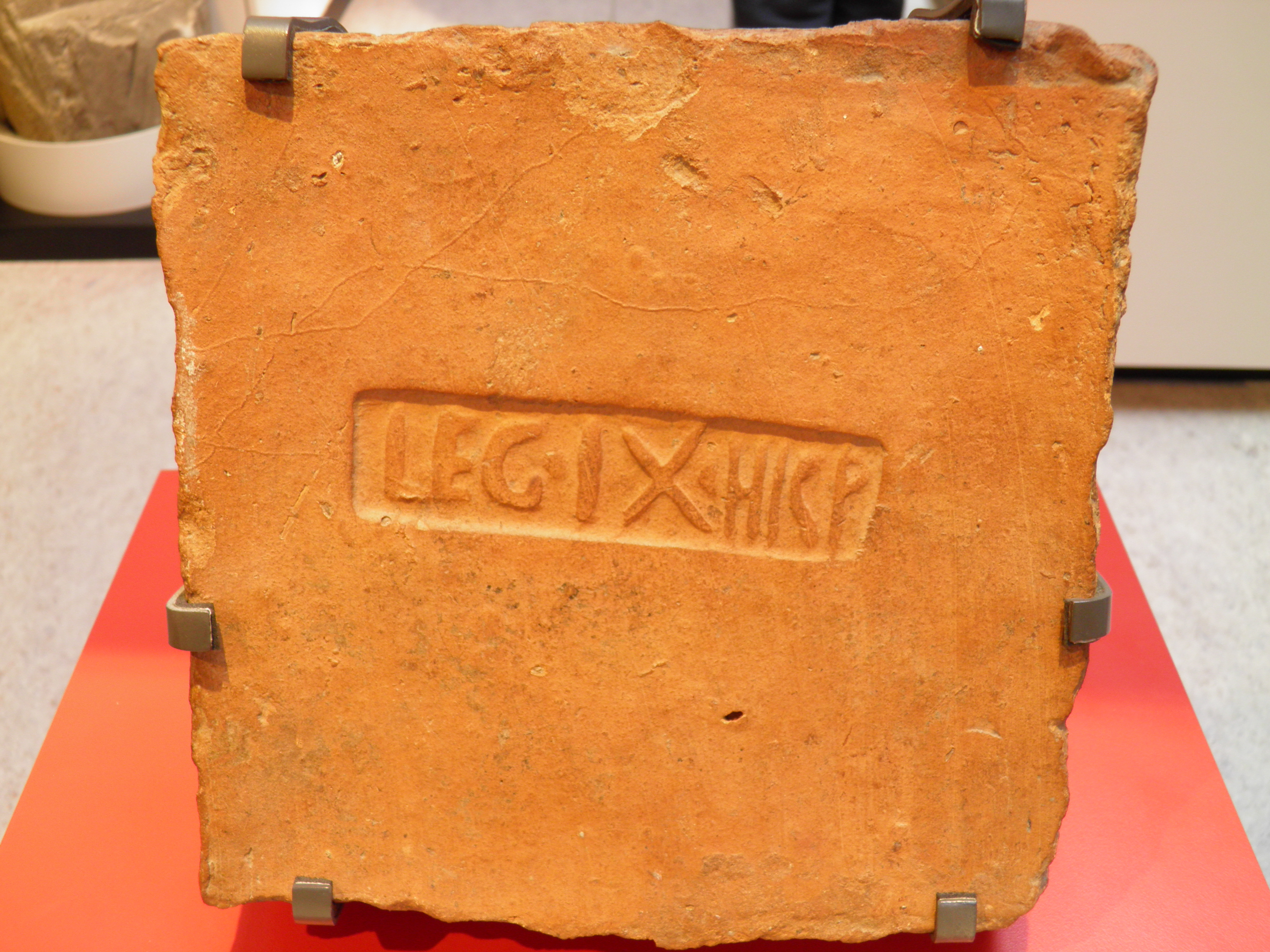
Cărămidă fabricată de legio IX Hispana.

### Materiale de parament
Betonul roman nu este conceput pentru a fi lăsat la vedere, așa că trebuie să fie placat pentru a-l ascunde. Romanii au folosit mai întâi roci vulcanice locale, cum ar fi tuful, de culoare gri cu nuanțe de galben și roșu, tuful peperin, de culoare maro, și travertinul, un tuf calcaros alb și neted. Travertinul, care se aseamănă cu marmura și care permite lucrări sculpturale mai fine decât tufurile vulcanice, a înlocuit în cele din urmă alte tipuri de piatră de la începutul secolului I î.Hr. Este utilizat în principal în arhitectură pentru pavarea clădirilor publice, a treptelor, a ramelor ușilor, a bolților și a arcelor. Celelalte tipuri de pietre, cum este peperinul pot fi acoperite cu stucuri pentru a le oferi o aparență marmoreană, adică apropiată de marmură.

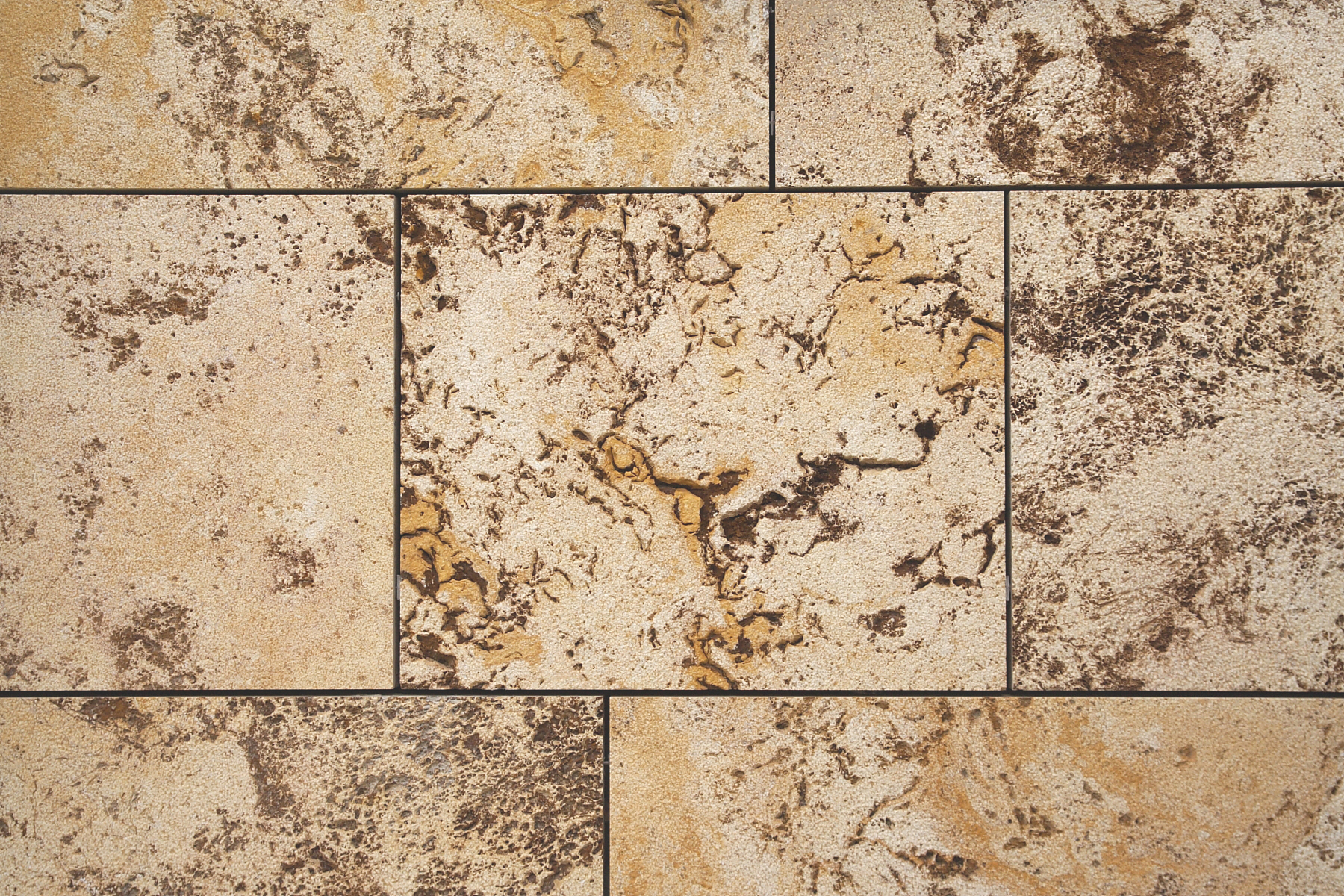
Dale de travertin.
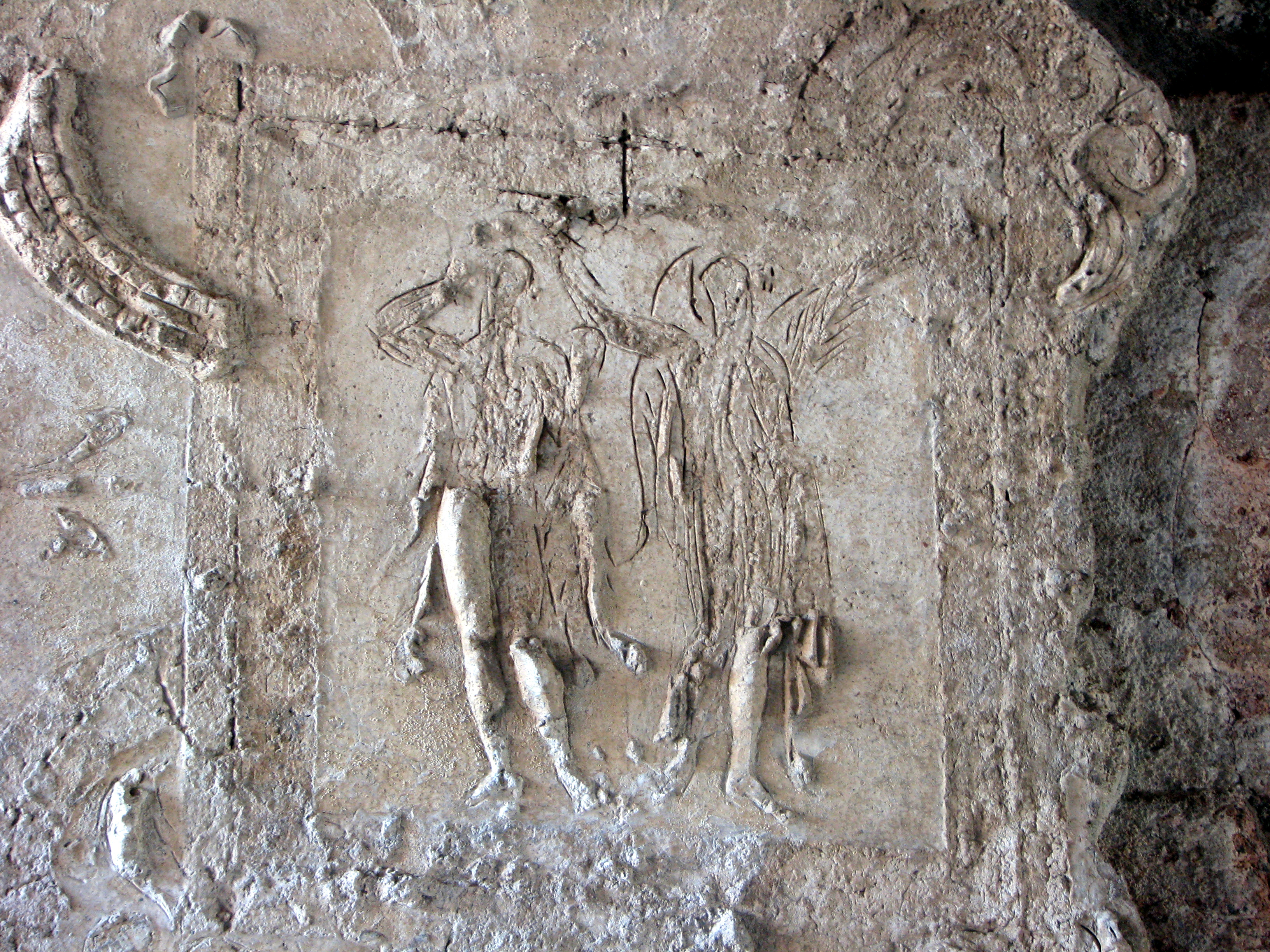
Decorații din stuc, teatrul din Ostia.
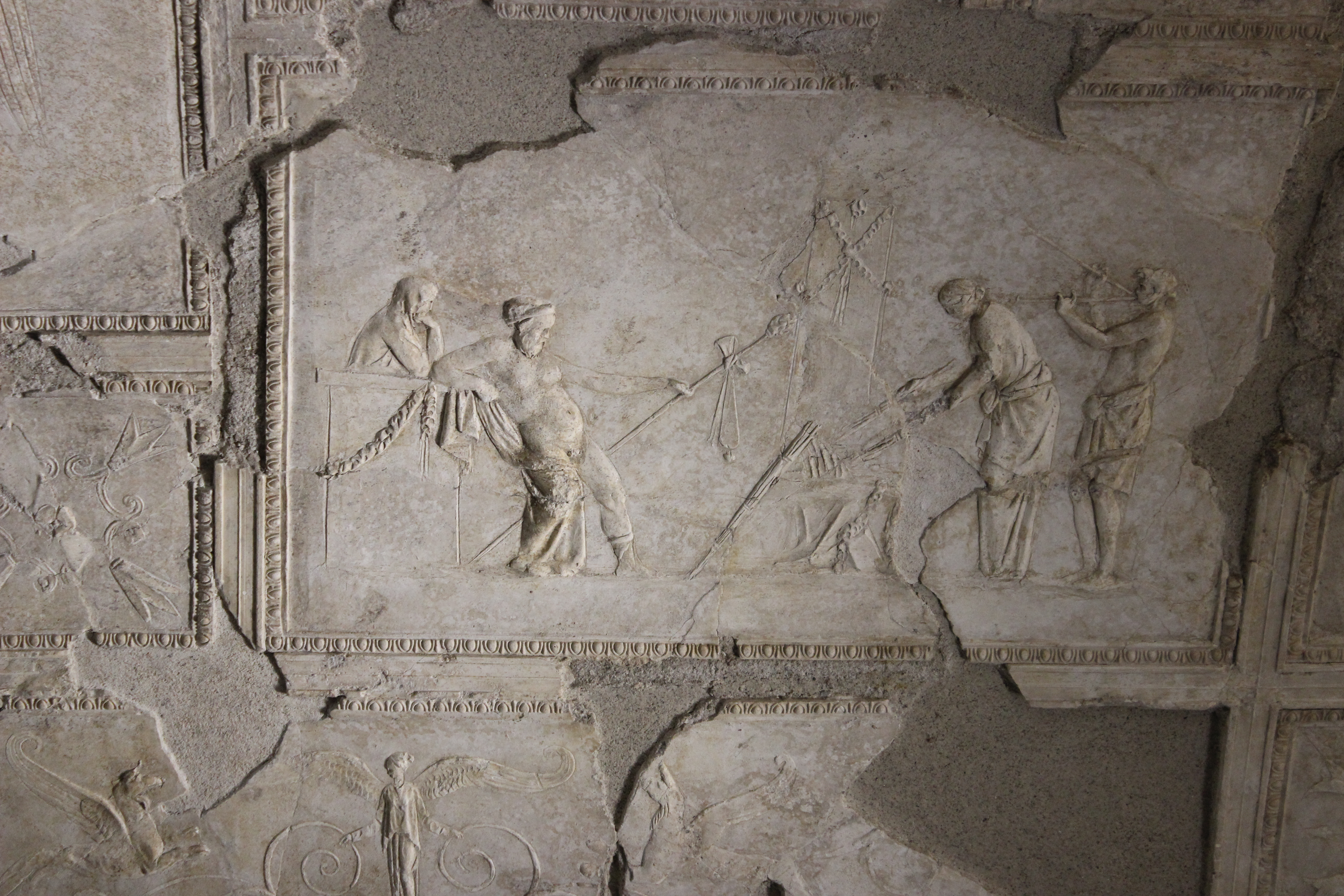
Frescă din stuc, Palazzo Massimo alle Terme, Roma.

### Marmurele albe
În arhitectura greacă, marmura era considerată unul dintre cele mai nobile materiale, idee adoptată de romani. Folosirea marmurei, care s-a răspândit începând cu secolul I, a devenit o caracteristică a arhitecturii orașului Roma, simbolizând bogăția și puterea împăraților.

Primele monumente din marmură au apărut pe Câmpul lui Marte pe la mijlocul secolului I î.Hr., sub conducerea arhitectului grec Hermodorus din Salamina, care a folosit marmură din muntele Pentelic de lângă Atena. Dar în vremea aceea, la Roma, această practică reprezenta o excepție. Într-adevăr, resursele de marmură sunt limitate în împrejurimile Romei, cariera cea mai apropiată situându-se la circa 350 km la nord, în Etruria. Abia la mijlocul secolului I î.Hr. monumentele romane încep să fie acoperite cu marmură albă de Carrare, extrasă din carierele de la Luna. Sub domnia lui Augustus, majoritatea monumentelor romane, dintre care unele se ruinau, au fost restaurate folosind marmura ca material de parament. Potrivit lui Suetonius, Augustus s-a lăudat la sfârșitul domniei sale că 
„a găsit un oraș din cărămizi și a lăsat unul din marmură.”

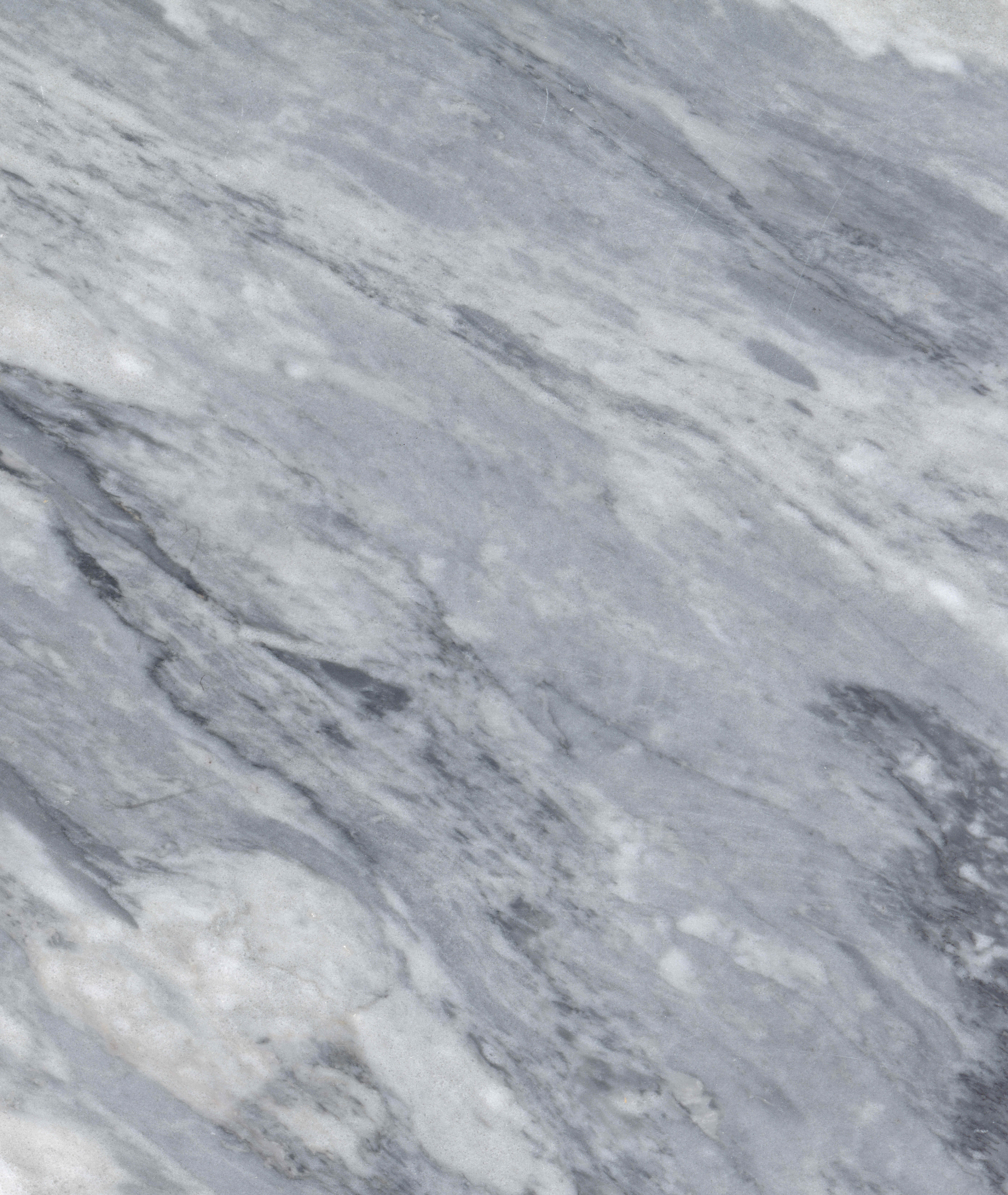
Aspect al marmurei de Carrara.
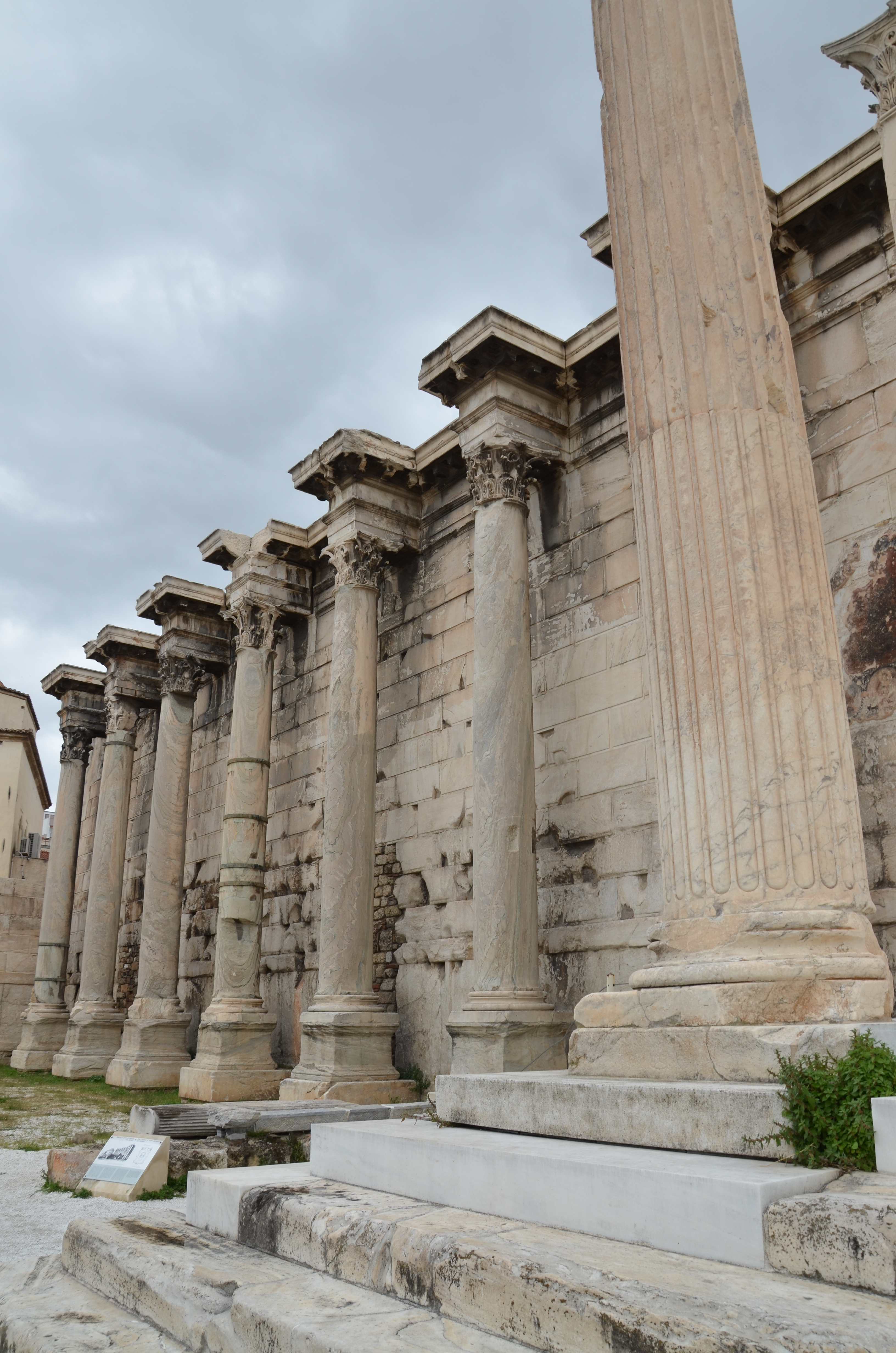
Fațada de vest a Bibliotecii lui Hadrian la Atena, din marmură de Pantelic.

#### Marmure și granituri colorate
Deși resursele disponibile în peninsula italiană sunt suficiente pentru a aproviziona Roma cu marmură, se importă cantități mari de marmură albă și colorată din întreaga lume mediteraneană. Originea marmurei era un criteriu esențial pentru arhitecți. Între anii secolul I și secolul al III-lea, împărații au preluat controlul direct asupra majorității locurilor de extracție a marmurei. Pe lângă marmura albă, romanii au dezvoltat un interes deosebit pentru marmurele și graniturile colorate, cum ar fi marmura galbenă antică, în italiană, giallo antico din Numidia, africano negru și roșu din Turcia, pavonazzetto purpuriu din Frigia, cipollino grecesc sau graniturile din Egipt.

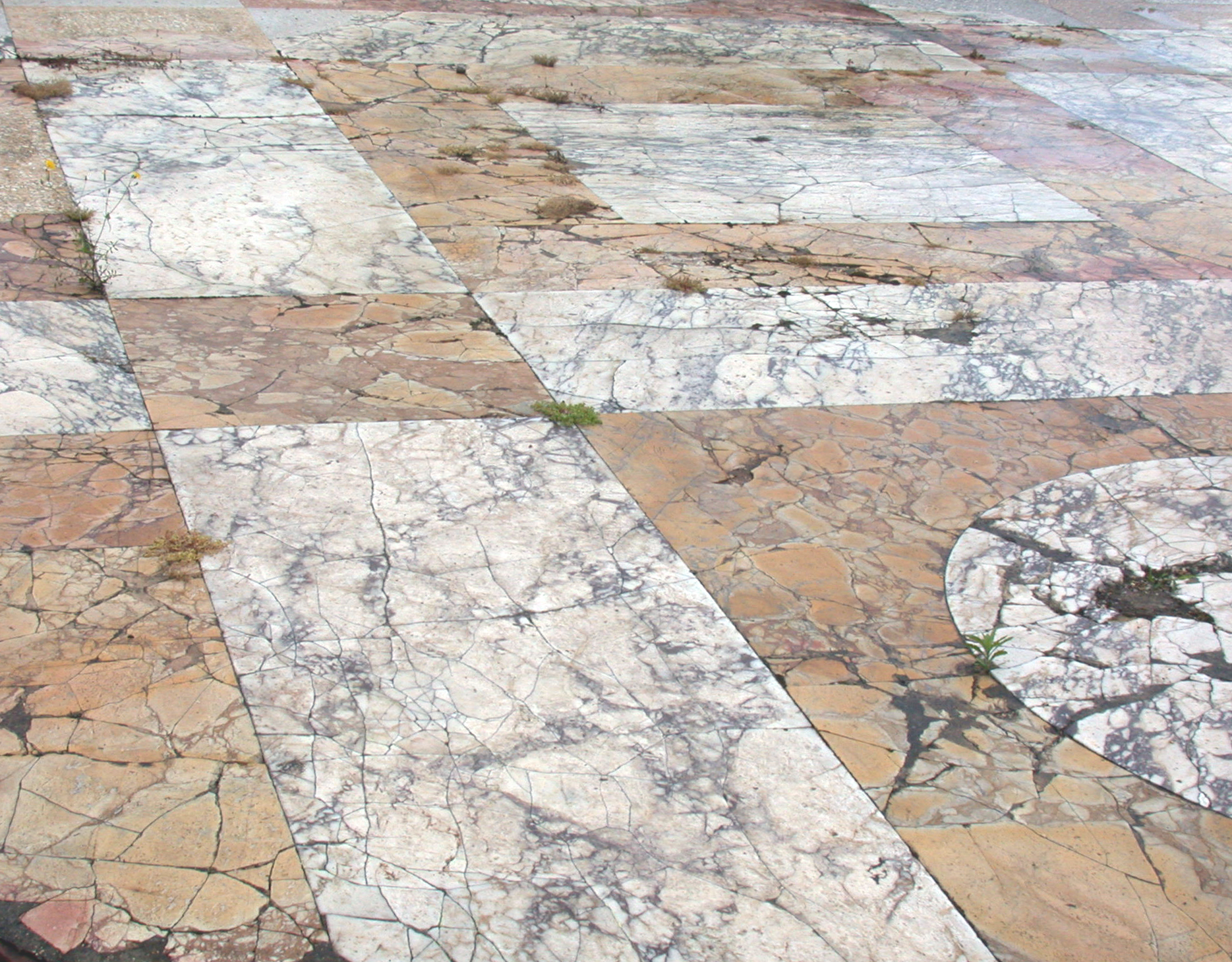
Pavajul exedrei estice a Forumului lui Traian din marmură galbenă antică și pavonazzetto
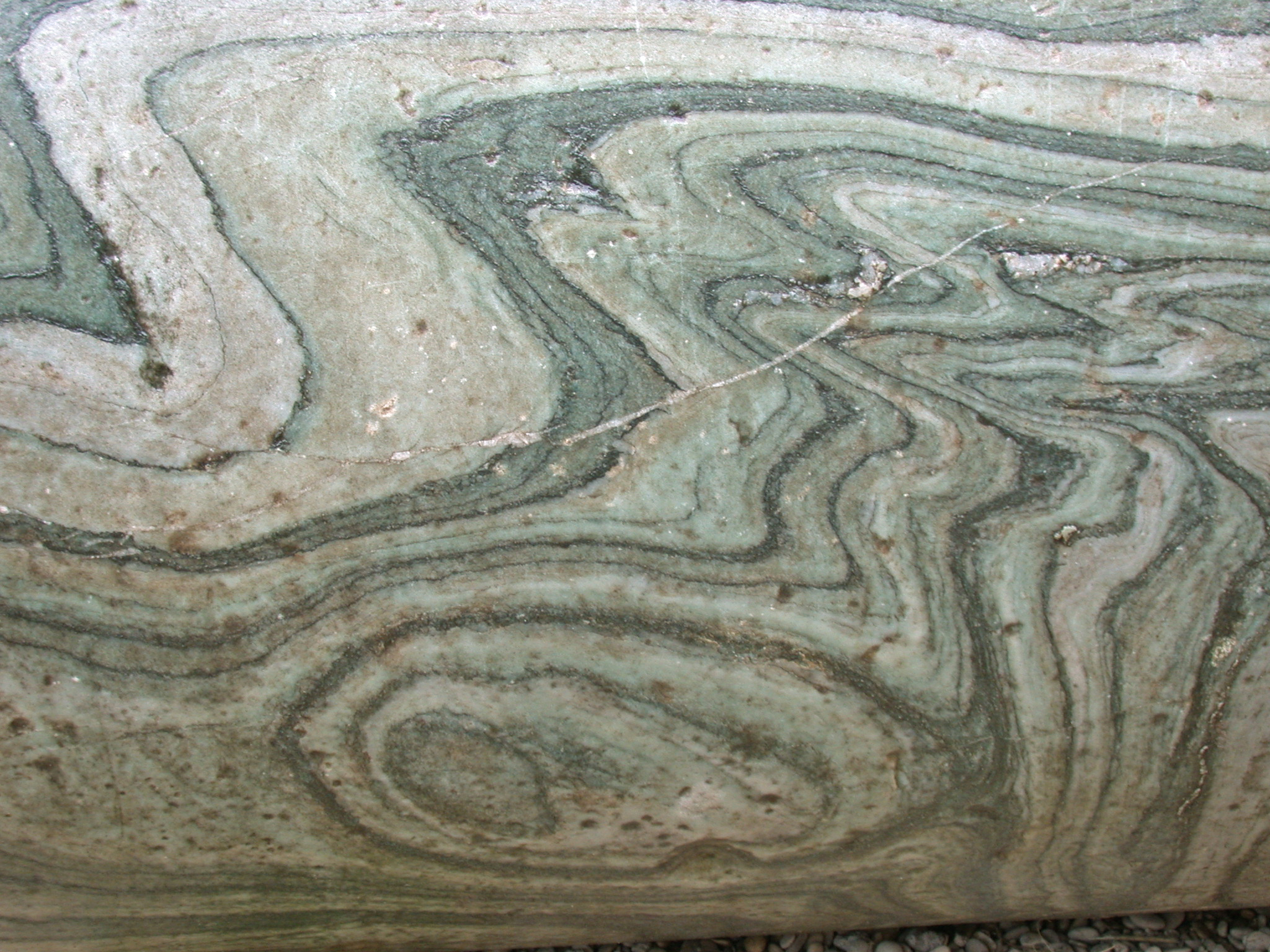
Fusul unei coloane din cipollino

## Tehnicile de construcție

### Apareiajul poligonal
Tehnica apareiajului poligonal (Opus siliceum) se caracterizează prin suprapunerea unor blocuri mari de piatră brută sau abia șlefuită, uneori de dimensiuni mari, cu o îmbinare liberă (fără utilizarea mortarului): greutatea blocurilor este cea care asigură stabilitatea structurilor. Aceste structuri au în general o bază largă și se îngustează spre vârf. A fost utilizată mai ales în Italia centrală între secolele al VI-lea și I î.Hr.

### Apareiajul rectangular
Această tehnică presupune asamblarea unor blocuri de piatră de formă cvadrangulară fără mortar, pietrele fiind ținute în poziție prin propria greutate și fixate cu cuie metalice și cleme.Această metodă de construcție a apărut pentru prima dată la Roma în secolul al VI-lea î.Hr., după cum reiese din utilizarea sa în construcția fundațiilor Templului lui Iupiter Capitolinul sau în construcția Zidului Servian. Utilizarea de către romani a acestei tehnici de construcție a fost aproape identică cu cea folosită în arhitectura greacă.
Apareiajele rectangulare au fost din ce în ce mai mult folosite începând cu secolul I î.Hr. în construcția multor clădiri, iar în timpul Imperiului au fost folosite în mod obișnuit pentru structuri monumentale, cum ar fi forurile imperiale. În această perioadă au apărut dimensiunile standard ale blocurilor de piatră, care erau de două picioare romane în lățime, două picioare romane în înălțime și patru picioare romane în lungime. Pe tot cuprinsul Imperiului, din Hispania până în Africa și din Grecia până în provinciile orientale, numeroase monumente au fost construite în mare parte în opus quadratum.

### Utilizarea betonului și revoluția arhitecturală romană
Deoarece romanii nu aveau acces ușor la carierele de marmură înainte de sfârșitul Republicii, iar materialele disponibile în apropiere nu erau de o calitate și rezistență suficiente, inginerii și arhitecții au sfârșit prin a adopta o tehnică de construcție care folosea mortar din materiale recuperate, care a fost transformat treptat în ciment.  Arhitectura greacă folosea deja un liant realizat dintr-un amestec de argilă și piatră, introdus între doi pereți de fațadă (parament). Această metodă a fost folosită și în Campania, unde un mortar realizat din puzzolană neagră a înlocuit argila. Începând din secolul al II-lea î.Hr., arhitecții și inginerii romani au dezvoltat această metodă numită de blocaj înlocuind argila cu un mortar de var, amestec de var, nisip și de agregat din pietre mici (în latină caementa, iar la singular, caementum) de mărimea unui pumn. „Caementa” sunt așezate în inima zidului, iar mortarul este turnat deasupra, producând o masă solidă și coerentă.
Astfel apare opus caementicium, un fel de beton , un apareiaj care, utilizat cu materiale de umplutură și de parament, permite să se construiască ziduri mai solide. și mai ușoare. În acest fel, romanii s-au eliberat treptat de normele arhitecturii grecești și au inventat forme arhitecturale inedite. Unele dintre aceste elemente, care până acum au fost puțin folosite, cum ar fi arcul, bolta sau domul, au devenit elemente majore al căror potențial arhitectural poate fi acum exploatat pe deplin, mai cu seamă începând din secolul I î.Hr. când constructorii romani înțeleg mai bine proprietățile materialelor utilizate și plasează pe cele mai ușoare la înălțime.
În epoca lui Augustus, romanii foloseau un ciment fin, dur, fabricat din puzzolană, ale cărui proprietăți diferă de mortarele convenționale pe bază de var. De fapt, spre deosebire de acestea din urmă, acest nou tip de ciment nu are nevoie să piardă apă prin evaporare pentru a se întări, ceea ce îi permite să fie folosit sub apă sau în locuri umede.
„Există un fel de pulbere căreia natura i-a dat o proprietate admirabilă. Este situat în ținutul Baiae (azi Baia) și pe ținuturile municipalităților care înconjoară Muntele Vezuviu. Amestecat cu var și moloz, nu numai că dă soliditate clădirilor obișnuite, dar și digurile pe care este folosit pentru a le construi în mare capătă o consistență mare sub apă. Iată cum explic cauza. Sub acești munți și pe tot acest teritoriu există un mare număr de fântâni fierbinți; nu ar exista dacă în fundul pământului nu ar exista incendii mari produse de mase de sulf, sau de alaun sau de bitum incandescent. Vaporii care expiră din aceste rezervoare adânci de foc și flacără, răspândindu-se arzând prin venele pământului, îl face ușor, iar tuful care se produce este arid și spongios. Astfel, când aceste trei lucruri care sunt produse în același mod prin violența focului, vin prin intermediul apei să se amestece și să devină un singur trup, se întăresc repede; și capătă o asemenea soliditate încât nici valurile mării, nici împingerea apelor nu le pot despărți.”—Vitruviu, De Architectura, II, 6, 1
Utilizarea cimentului în construcția fundațiilor, făcându-le mai solide și mai durabile, a făcut posibilă și construirea unor clădiri mai mari și mai grele. Mai ușoară și mai ieftină decât piatra tăiată, utilizarea betonului a devenit inevitabilă. Utilizarea acestei tehnici nu necesita forță de muncă specializată și, prin urmare, putea fi încredințată unor simpli sclavi, economisind astfel o cantitate neneglijabilă de timp și bani. Combinată cu îmbunătățirile aduse metodelor de producție a materialelor de construcție, care au contribuit, de asemenea, la reducerea costurilor, utilizarea betonului roman a scurtat considerabil timpii de construcție. Mai mult, rezistența betonului la foc și la umezeală au făcut din acesta un material de elecție pentru edificii cum sunt antrepozitele sau termele. Mulțumită betonului, romanii au putut, de acum în colo, să ridice mari edificii așa cum sunt teatrele și amfiteatrele fără să fie limitați de alegerea unui sit natural potrivit.

### Diferite apareiaje de construcție
Primul material de acoperire utilizat pentru a ascunde pietre precum tuful a fost opus incertum. Căutarea regularității a condus ulterior la utilizarea unor materiale de acoperire precum opus quasi-reticulatum și opus reticulatum, care au conferit pereților un aspect de plasă. Dezvoltarea tehnicilor de fabricare a cărămizilor în secolul I a dus la generalizarea materialelor de construcție care fie foloseau exclusiv acest material (opus latericium și opus testaceum), fie întăreau materiale mai fragile (opus mixtum). Opus mixtum, cunoscut încă din epoca republicană, nu s-a răspândit până în secolul I, dar a rămas astfel până la sfârșitul Imperiului.
| Apareiaj                | Descriere | Ilustrație              |
| Apareiaj de construcție | Apareiaj de construcție | Apareiaj de construcție |
| ----------------------- | --- | ----------------------- |
| Opus africanum          | Apareiaj denumit dit «cu înlănțuire» în care zidurile de moloz alternează cu stâlpi tăiați și dispuși vertical.                                                             |                         |
| Opus caementicium       | Zidărie făcută cu mortar (amestec de var și rocă vulcanică), fragmente de piatră și elemente de teracotă care asemănător betonului.                                         |                         |
| Opus craticium          | O rețea de stâlpi și șine din lemn, umplută cu mortar și acoperită cu tencuială („graticcio”).                                                                              |                         |
| Opus latericium         | Apareiaj de construcție romană în întregime din cărămizi crude (necoapte).                                                                                                  |                         |
| Opus mixtum             | Combinație a diferite apareiaje de construcție. |                         |
| Opus quadratum          | Apareiaj de construcție care folosesc pietre tăiate așezate unapeste cealaltă cu rosturi în cruce sau orizontale, fără mortar. Blocurile sun unite prin crampoane de metal. |                         |
| Opus siliceum           | Apareiaj poligonal suprapunând mari blocuri de piatră, uneori de mari dimensiuni, fără folosirea mortarului.                                                                |                         |
| Opus signinum           | Material de construcție utilizat ca îmbrăcăminte impermeabilă pentru apă care se compune din fragmente de țigle sau de cărămizi zdrobite minuțios și mortar fin de var.     |                         |
| Opus testaceum          | Apareiaj de construcție romană în întregime din cărămizi coapte (arse). |                         |
| Apareiaj de placare     | |                         |
| Opus incertum           | Mic apareiaj realizat din mici bucăți de moloz din piatră cu dimensiuni și forme neregulate.                                                                                |                         |
| Opus reticulatum        | Placare făcută din mici bucăți de moloz din piatră de formă piramidală dispuse diagonal.                                                                                    |                         |
| Opus spicatum           | Pavaj din cărămizi sau din pietre plate așezate înclinat pe margine și dispuse alternativ în formă de spic.                                                                 |                         |
| Opus vittatum           | Placare realizată din mici bucăți de moloz de piatră dreptunghiulare, așezate orizontal și alternând în mod regulat.                                                        |                         |
| Apareiaje decorative    | |                         |
| Opus musivum            | Tehnică de mozaic utilizând pastă de sticlă. |                         |
| Opus sectile            | Pavaj format din fragmente de marmură care formează modele geometrice. |                         |
| Opus tessellatum        | Tehnică de mozaic utilizând tesserae regulate. |                         |
| Opus vermiculatum       | Tehnică de mozaic care utilizează tesserae cubice sau oblice de diferite dimensiuni.                                                                                        |                         |

## Principalele elemente arhitecturale

### Ordinele arhitecturale

#### Arcul
Inventarea betonului și îmbunătățirea tehnicilor de construcție prin utilizarea cărămizii au permis romanilor să utilizeze arcul, pe care îl moșteniseră de la etrusci, ca element arhitectural major. Aceasta a facilitat construcția de clădiri precum apeducte și poduri, dintre care unele sunt încă în uz (Puente Romano din Mérida, podul Julien și podul Vaison-la-Romaine din Provența). Tehnica plasării unui arc direct pe capitelurile coloanelor este o creație romană care a apărut pentru prima dată în secolul I. Această tehnică a fost reutilizată pe scară largă în arhitectura medievală occidentală, bizantină și islamică. Dar cea mai izbitoare și inovatoare utilizare a acestei forme arhitecturale rămâne arcul de triumf, un monument tipic al cuceririi romane.